# Jean-Pierre Descombes
Pour les articles homonymes, voir Descombes.
Jean-Pierre Descombes, né le 20 décembre 1947 à Romans-sur-Isère (Drôme) et mort le 30 juin 2024 à Argent-sur-Sauldre (Cher), est un animateur de télévision français.
Il est principalement connu pour avoir présenté les émissions Les Jeux de 20 heures et Les Petits Papiers de Noël sur FR3 dans les années 1970 et 1980. Il a notamment été la voix off des jeux Le Juste Prix et Une famille en or sur TF1 dans les années 1990.
Plus rare à la télévision à partir du début des années 2000, il fait essentiellement des animations de salons, de grandes surfaces et de galas. En 2012-2013, il anime également Âge tendre, la tournée des idoles.

## Biographie

### Carrière
Jean-Pierre Descombes commence sa carrière en tant qu'assistant-réalisateur pour Télé Monte-Carlo.
Du 22 mars 1976 au 23 janvier 1987, il anime, sur FR3, Les Jeux de 20 heures créés par Jacques Antoine et Jacques Solness (qui coanime les deux premiers numéros). Jean-Pierre Descombes est accompagné, à la présentation, de Maurice Favières, de Marc Menant, de Jacques Capelovici alias « Maître Capello », de Jean-Pierre Foucault et d'Harold Kay. Ce jeu, diffusé en concurrence avec les journaux télévisés de TF1 et Antenne 2, sera très populaire, réalisant de fortes audiences en France et en Belgique.
Dans les années 1980, il anime également l'émission de divertissement Les Petits Papiers de Noël, toujours sur FR3. Il s'essaye également à la chanson et sort quelques singles. Il participe aussi à des foires organisées par les petits commerçants, dont il en anime certaines.
Il devient chauffeur de salle notamment pour l'émission de variétés Sacrée Soirée animée par Jean-Pierre Foucault sur TF1 de 1987 à 1994 et le jeu Fa Si La Chanter de Pascal Brunner, sur France 3, entre 1994 et 2000.
Il a été la voix off de plusieurs jeux télévisés sur TF1 dont :
- Le Juste Prix de 1990 à 1994 (en alternance avec Pierre Nicolas de 1990 à 1992 puis seul jusqu'en 1994[réf. nécessaire]) tandis que l'émission était alors animée  par Patrick Roy puis Philippe Risoli)
- Une famille en or, entre 1990 et 1998, aux côtés de Patrick Roy, Bernard Montiel, Laurent Cabrol et Alexandre Delperier.

En 1996, il lance sur la troisième chaîne, devenue France 3 La Boîte à mémoire qui rappelle le concept des Jeux de 20 heures. Le programme, qu'il coanime avec Marc Menant, ne durera que quelques semaines.
En 2004-2005, au théâtre, dans Sexe, Magouilles et Culture générale, il joue en voix off, tout comme Laurent Baffie qui est aussi l'auteur et le metteur en scène de la pièce.
À la fin des années 2000, la principale activité de Jean-Pierre Descombes est l'animation de salons, de grandes surfaces et de galas (en particulier avec des sosies de célébrités, dont celui de Coluche).
En 2012 et 2013, il anime, avec Didier Gustin, la septième saison de la tournée musicale Âge tendre et têtes de bois.
En 2018, il participe aux émissions de Cyril Hanouna Touche pas à mon poste ! et La Grosse rigolade sur C8, lors de jeux comme le Ni oui ni non ou encore Zeubi la Mouche. La même année, il apparaît dans l'émission L'Étrange Noël de Jeff Panacloc sur TF1.
Le 25 avril 2023, il revient l'instant d'une soirée à la voix off du jeu Une famille en or, présenté par Camille Combal sur TF1, lors d’une spéciale « années 1990 ».

### Vie privée
Jean-Pierre Descombes est père de trois enfants et grand-père.

### Maladie et mort
En mai 2021, Jean-Pierre Descombes annonce qu'il souffre depuis dix ans de la maladie de Parkinson. Il meurt de cette maladie le 30 juin 2024 à Argent-sur-Sauldre (Cher), à l'âge de 76 ans. Ses obsèques se tiennent dans l'après-midi du 4 juillet en l'église d'Aubigny-sur-Nère. Il est inhumé au cimetière d’Argent-sur-Sauldre.

## Discographie
- 1984 : Le Baladin
- 1984 : Super 20 heures
- 1988 : Qu'est-c' qu'elles ont toutes ?[8]
- 1989 : À la Foire du Trône

## Publication
- Comment ne pas réussir  à la télé ?…, Éditions Adcan, 2004  (ISBN 2-84814-020-8).